# Super A'Can
Super A'can是臺灣敦煌科技推出的16位元家用遊戲機，於1995年10月25日開始販售，英文代号F-16，中文名敦煌。製造商為聯華電子。

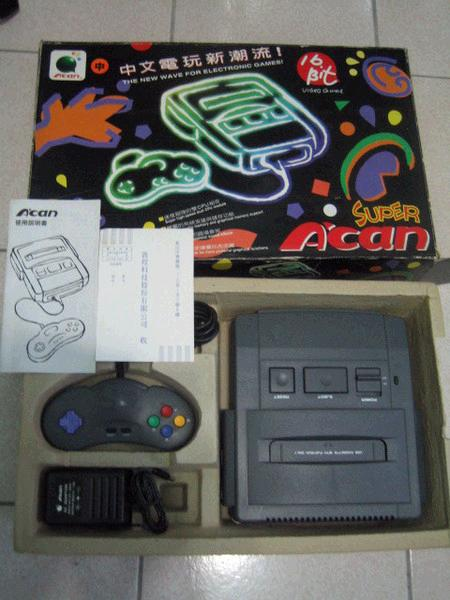
Super A'can主机及包装

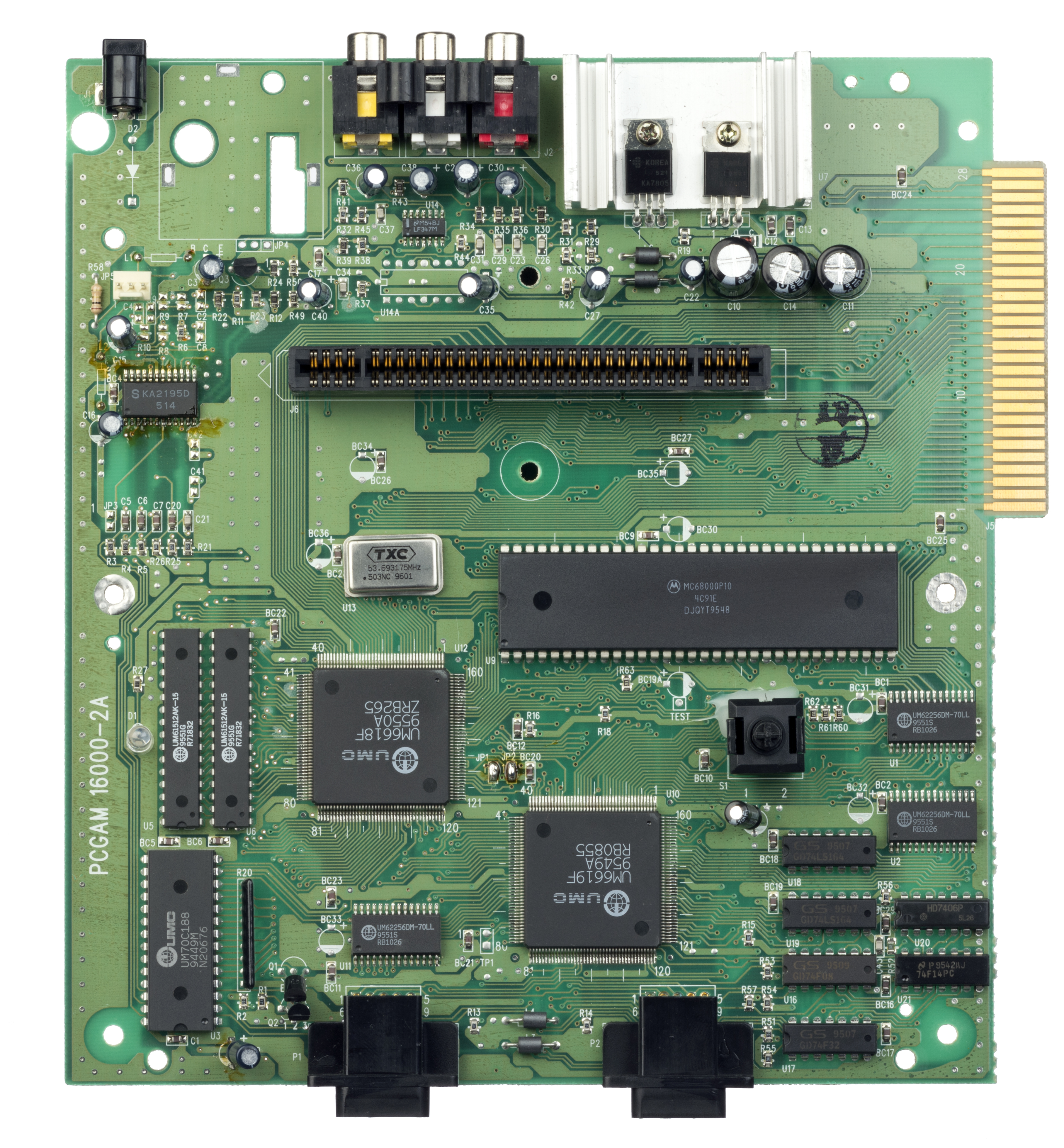
Super A'can主機板

## 概況

### 硬件特色
Super A'Can主機和搖捍模仿了美版超級任天堂。硬件设计定位对標其他同時期的第四世代遊戲機，中央處理器是Sega Genesis、Mega Drive或SNK Neo Geo使用的Motorola 68000。因此A'can有世嘉MD的處理速度，和超級任天堂的色彩深度。

### 遊戲特色
在卡带游戏軟件上，全採用繁體中文介面，内容大多是超級任天堂和世嘉Sega Genesis／Mega Drive上流行题材的仿製。
遊戲風格設計針對台灣市場，帶著濃厚的台灣本土風味，例如其中一款名為《福爾摩沙大對決》的益智遊戲除了在遊戲中惡搞和戲仿台灣政治人物外，更配合了的台語語音，與其他日本制的遊戲大相逕庭。

### 推出市場
1995年7月发布。

### 淡出市场
Super A'Can在虧損了超過六百萬的美金下結束了它短暫的生命，聯華電子則全面銷毀所有相關開發和製作零件，而剩下的主機被當成垃圾賣給了美國。Super A'Can是2000年以前聯華電子旗下損失最嚴重的産品。

### 影響
Super A'Can淡出市場以后，衍生了中文电视游戏市場或稱汉化游戏的新时代。

## 規格

### CPU
- 摩托罗拉6800010.6Mhz
- MOS 6502 3.58Mhz

### 記憶體
- 主頻為10.6 MHZ，VRAM為128K，DMA高達8組。

### 解析度
- 640*480，顯示色彩為32768色，同時顯出256色。

### 主角尺寸
- 主角尺寸最大256×256，主角顏色256色。

### 背景
- 背景最多有四層，主角和背景均可實現透明、迴旋、放縮、馬賽克功能。

### 周邊設備
- A'can還有預定推出像仿效世嘉(SEGA)Super 32X的附件，通過升級介面，提升主機性能，但升級周邊直到A'can退出市場都沒有推出[1]。

## 遊戲列表
| 編號  | 名稱             | 類型     | 開發商               | 備註                           |
| ----- | ---------------- | -------- | -------------------- | ------------------------------ |
| F-001 | 福爾摩沙大對決   | ACT      | 鉅崴科技有限公司     | 仿製SFC《小小男子汉 对战方块》 |
| F-002 | 三國志武將爭霸   | FTG / 2P | 熊貓軟體股份有限公司 | 同名PC版本移植                 |
| F-003 | 邪惡之子         | RPG      | 敦煌科技股份有限公司 |                                |
| F-004 | 音速飛龍         | ACT      | 鉅崴科技有限公司     | 仿製MD版《音速小子》           |
| F-005 | 超級中華職棒聯盟 | SPG / 2P | 全崴科技有限公司     |                                |
| F-006 | 嘻遊記           | ACT      | 敦煌科技股份有限公司 |                                |
| F-007 | 超級光明戰史     | RPG      | 精訊資訊有限公司     |                                |
| F-008 | 非洲探險大富翁   | TBG      | 熊貓軟體股份有限公司 |                                |
| F-009 | 賭霸             | TBG      | 熊貓軟體股份有限公司 |                                |
| F-010 | 魔棒撞球         | SPG      | 敦煌科技股份有限公司 |                                |
| F-011 | 爆爆動物園       | ETC / 2P | 敦煌科技股份有限公司 |                                |
| F-012 | 叛星             | RPG      | 宏申科技股份有限公司 | 只有少量樣品卡匣流出           |

## 模擬器開發
2000年，台灣網站「Billy Jr的模擬器世界」宣告啟動A'Can的模擬器補完計劃，因兩顆特殊晶片的規格書不詳，導致還沒進入實質程式開發就項目中止。
2010年，A'Can得以成功模拟。Mess模拟器官方0.136以後的版本加入了对A'Can驱动的支持，能流畅运行数个游戏。

## 外部連結
- DIE-HARD GAMER：Speedy Dragon
- 至今唯一台灣原創電視遊樂器：A'Can 二十周年紀念回顧（页面存档备份，存于）
- 互联网档案馆上的Super A'Can